# Hermanos Grimm (cómic)
Los Hermanos Grimm son dos grupos de supervillanos gemelos que aparecen en los cómics estadounidenses publicados por Marvel Comics.

## Historial de publicaciones
La primera aparición de los primeros Hermanos Grimm se produjo en Spider-Woman #3. Se trataba de un par de maniquíes idénticos, mágicamente animados, creados por el coleccionista de muñecas Nathan Dolly (también conocido como Mister Doll) y su esposa Priscilla.Durante sus apariciones iniciales, solo se vio uno a la vez y se usó la identidad singular, Hermano Grimm en lugar de su verdadero nombre plural. Después de tres apariciones en Spider-Woman, fallecieron en el número 12.
Aunque los personajes fueron presentados mientras Marv Wolfman escribía Spider-Woman, su origen e identidades no fueron revelados hasta que Mark Gruenwald apareció en la serie. Cuando se le preguntó si le había contado a Gruenwald el origen de los personajes o si a Gruenwald se le había ocurrido él mismo, Wolfman admitió que ni siquiera podía recordar si el origen que había imaginado para los personajes era el mismo que finalmente utilizó Gruenwald, excepto que el "Hermano Grimm" en realidad fuera dos personas fue su intención desde el principio.Aunque Wolfman no podía recordar cómo se crearon los Hermanos Grimm, ha dicho que está seguro de que su diseño visual debe haber venido del dibujante de la serie Carmine Infantino: "Por lo general, le daba al artista un concepto de lo que quería y luego les dejaba "Me lo pasaré genial. Carmine creó diseños brillantes en The Flash, así que sin duda me habría inclinado ante su experiencia".
Los segundos Hermanos Grimm aparecieron en Iron Man #188. Eventualmente se unirían a otros supervillanos menos conocidos en un grupo llamado Night Shift.

## Biografía ficticia

### Primer Par
Mister Doll, cuyo nombre real es Nathan Dolly, era un criminal que podía dañar místicamente a una persona al dañar un muñeco cuyos rasgos podía remodelar para parecerse a los de la víctima.Más adelante en el proceso de creación de los muñecos de los Hermanos Grimm, la conciencia de Nathan quedó atrapada simultáneamente dentro de ambos maniquíes. Estos maniquíes se enviaron por correo a Priscilla, la esposa de Nathan, y transfirieron sus fuerzas vitales en dos versiones de tamaño natural.Ella los llamó Jake y William (en honor a los históricos Hermanos Grimm), y creía que eran sus hijos, una ilusión con la que siguieron el juego.
Los "hermanos" tenían personalidades muy opuestas, rara vez podían llegar a un acuerdo y, como tales, siguieron carreras criminales separadas. William, aunque tímido y tímido en su personalidad civil, era un bromista extravagante y confrontativo en su forma de Hermano Grimm. Después de debutar con el robo de un teatro, se dedicó a la actividad más lucrativa de robar a comerciantes de diamantes. Por el contrario, Jake era coqueto en su identidad civil pero frío y desapasionado como el Hermano Grimm, prefiriendo crímenes menos visibles públicamente como la extorsión. También era menos hábil con sus habilidades que William; Si bien William pudo derrotar constantemente a Spider-Woman, Jake fue derrotado en sus dos enfrentamientos con ella y William tuvo que liberarlo de prisión.Más tarde, William fue contratado por Pyrotechnics para capturar a Spider-Woman, y lo logró.
Priscilla planeaba utilizar sus conocimientos ocultos para transferir la mente de Nathan de los maniquíes a un cuerpo humano vivo.Con este fin, Jake secuestró a Jerry Hunt para usarlo como cuerpo, y William capturó a Spider-Woman para obligar a Magnus el Hechicero a realizar la transferencia.Spider-Woman sacó a Hunt del hechizo en el último momento y la conciencia de Nathan se dispersó.

### Segundo par
Los hermanos gemelos Percy y Barton Grimes nacen en Fresno, California. Ellos trabajan como agentes inmobiliarios y, mientras exploran un teatro de su propiedad, encuentran los maniquíes originales de los Hermanos Grimm. Por capricho, deciden probarse los disfraces y recibir los poderes de la pareja original. Como los Hermanos Grimm, aterrorizan un restaurante que pertenece a un rival comercial y luego luchan contra Iron Man II. Tony Stark dedujo sus verdaderas identidades civiles y la policía arrestó a los hermanos.
Más tarde, los Hermanos Grimm se convirtieron en criminales profesionales, se unieron al Night Shift y formaron equipo con el Capitán América contra Power Broker y sus mutaciones aumentadas.Con el resto del Night Shift, los Hermanos prueban al Caballero Luna para que asuma el cargo de líder.Junto con Night Shift, luego ellos luchan contra los Vengadores de la Costa Oeste.Los Hermanos Grimm se encuentran entre un gran grupo de supervillanos que atacan a Hawkeye, Mockingbird y Trick Shot en un intento de cobrar la recompensa que Crossfire paga a la primera persona que le dé el brazo de Hawkeye.
Durante la historia de "Actos de venganza", los Hermanos Grimm son liberados de prisión por el Mago. Ellos luchan contra un Spider-Man de poder cósmico y son derrotados.Junto con Graviton, Titania, Trapster y Goliath IV, los Hermanos son contratados por el Camaleón para matar a Spider-Man. Luego ellos son engañados para que ataquen a Kingpin y son derrotados por Spider-Man.Junto con Mockingbird y el Hombre Lobo, ellos ayudan a Shroud a derrotar a una pandilla callejera.
Luego, los Hermanos se reincorporan brevemente al Night Shift, bajo el liderazgo del nuevo Hangman, y los poderes del Night Shift aumentan con Satannish. Ellos vuelven a luchar contra los Vengadores de la Costa Oeste, pero son derrotados.
Más tarde, los Hermanos son representados como prisioneros en la Balsa, una prisión de alta seguridad para criminales disfrazados, y escapan.
Más tarde, los Hermanos Grimm son contratados por Hood para aprovechar la división en la comunidad de superhéroes causada por la Ley de Registro de Superhumanos.Más tarde son capturados por Nighthawk y Gárgola y enviados de regreso a la cárcel.
Durante la historia de "Invasión secreta", los Hermanos Grimm aparecen como parte de la alianza de Hood con héroes superpoderosos; La agrupación tiene la intención de derrotar a la fuerza de invasión Skrull de la ciudad de Nueva York.Más tarde ellos son vistos como parte de la banda criminal de Hood que es enviada por Norman Osborn para atacar a los Nuevos Vengadores.
Se ve que los Hermanos Grimm se encuentran entre los nuevos reclutas para el Campamento H.A.M.M.E.R.Tigra golpea severamente a Percy,y deja una nota para su hermano que dice: "Tú eres el próximo".
Los Hermanos Grimm fueron vistos durante la batalla del Campamento H.A.M.M.E.R.,hasta que Hood ordenó a sus hombres, incluidos los Hermanos Grimm, que se teletransportaran para ayudar a Osborn en el Asedio de Asgard.Después de que terminó la batalla, los Hermanos Grimm fueron arrestados junto con otros miembros de la pandilla de Hood.
Los Hermanos Grimm fueron posteriormente reclutados por Max Fury para unirse a la encarnación de los Maestros del Mal del Consejo de la Sombra.
Los Hermanos Grimm estuvieron entre los criminales que intentaron cumplir un lucrativo contrato que Daredevil se hizo a sí mismo, pero fueron rápidamente derrotados por él.
Durante el arco de "Búsqueda de Tony Stark", los hermanos Grimm se reunieron con la pandilla de Hood y ayudaron en el ataque al Castillo Doom.
Durante la historia de "Spider-Geddon", los Hermanos Grimm están con los miembros de Night Shift Dansen Macabre, Digger, Skein y el nuevo miembro Waxman cuando roban un autobús hasta que son atacados por el Superior Octopus. Superior Octopus acepta ahorrarles más dolor a cambio de que Night Shift se convierta en sus agentes, donde los compensará con sus propios fondos. Aceptan los términos y se les ordena devolver los artículos robados. Superior Octopus se marcha y les aconseja que nunca se crucen con él o no vivirán lo suficiente para arrepentirse.
Los Hermanos Grimm aparecen más tarde como miembros del Anti-Arach9 de Octavia Vermis.

## Poderes y habilidades
Ambos pares de Hermanos Grimm tenían poderes que de alguna manera estaban relacionados con los maniquíes de los Hermanos Grimm construidos por Nathan Dolly. Ambos pares de hermanos Grimm poseen la capacidad de conjurar, con la apariencia de un juego de manos, una variedad de pequeños artículos novedosos desde dentro de sus disfraces. Cada uno de estos elementos tiene una capacidad ofensiva única; Se han utilizado largas hebras de hilo casi irrompible, huevos rellenos de corrosivo, pasteles rellenos de mirlos, "polvo de estrellas" paralizante, semillas de frijol de rápido crecimiento y muchos otros. También podrían emitir humo venenoso de sus manos. Ellos podrían volar mediante "estrellas" flotantes de cinco puntas y pequeños bancos de nubes que de alguna manera son lo suficientemente sólidos como para mantenerse en pie.